# Camilo Suárez
Pour les articles homonymes, voir Suárez.
Suárez  Albarracin est un nom espagnol. Le premier nom de famille, en général paternel, est Suárez ; le second, en général maternel, souvent omis, est Albarracin.
Camilo Andrés Suárez Albarracin, né le 18 septembre 1988, est un coureur cycliste colombien.

## Palmarès sur route
- 2007
  - Prologue du Tour de Colombie espoirs
  - 2e du championnats de Colombie du contre-la-montre espoirs
- 2010
  - 2e de la Coupe des nations Ville Saguenay
- 2013
  - 4e étape de la Tour du sud de la Bolivie

## Palmarès sur piste

### Championnats de Colombie
- Medellín 2010
  -  Médaillé d'argent de la poursuite par équipes (avec Armando Cárdenas, Edwin Ávila et Jarlinson Pantano)[1].
- Bogota 2011
  -  Médaillé d'or de la course scratch[2].
  -  Médaillé d'argent de la poursuite par équipes (avec Brayan Ramírez, Dubán Agudelo et Jarlinson Pantano)[3].
  -  Médaillé d'argent de la course aux points[4].
  -  Médaillé de bronze de la course à l'américaine (avec Dubán Agudelo)[5].
- Medellín 2013
  -  Médaillé d'or de la course à l'américaine (avec Jordan Parra)[6].
  -  Médaillé de bronze de la poursuite par équipes (avec Juan David Vargas, Félix Barón et Jordan Parra)[7].
- Medellín 2014
  -  Médaillé d'argent de la poursuite par équipes (avec Jordan Parra, Pedro Nelson Torres et Carlos Urán)[8].